# 1219
Portal Geschichte | Portal Biografien | Aktuelle Ereignisse | Jahreskalender | Tagesartikel

◄ |
12. Jahrhundert |
13. Jahrhundert
| 14. Jahrhundert | ►

◄ |
1180er |
1190er |
1200er |
1210er
| 1220er | 1230er | 1240er | ►

◄◄ |
◄ |
1215 |
1216 |
1217 |
1218 |
1219
| 1220 | 1221 | 1222 | 1223 | ► | ►►
Staatsoberhäupter  · Nekrolog
| Januar | Januar | Januar | Januar | Januar | Januar | Januar | Januar |
| Kw     | Mo     | Di     | Mi     | Do     | Fr     | Sa     | So     |
| ------ | ------ | ------ | ------ | ------ | ------ | ------ | ------ |
| 1      |        | 1      | 2      | 3      | 4      | 5      | 6      |
| 2      | 7      | 8      | 9      | 10     | 11     | 12     | 13     |
| 3      | 14     | 15     | 16     | 17     | 18     | 19     | 20     |
| 4      | 21     | 22     | 23     | 24     | 25     | 26     | 27     |
| 5      | 28     | 29     | 30     | 31     |        |        |        |

| Februar | Februar | Februar | Februar | Februar | Februar | Februar | Februar |
| Kw      | Mo      | Di      | Mi      | Do      | Fr      | Sa      | So      |
| ------- | ------- | ------- | ------- | ------- | ------- | ------- | ------- |
| 5       |         |         |         |         | 1       | 2       | 3       |
| 6       | 4       | 5       | 6       | 7       | 8       | 9       | 10      |
| 7       | 11      | 12      | 13      | 14      | 15      | 16      | 17      |
| 8       | 18      | 19      | 20      | 21      | 22      | 23      | 24      |
| 9       | 25      | 26      | 27      | 28      |         |         |         |

| März | März | März | März | März | März | März | März |
| Kw   | Mo   | Di   | Mi   | Do   | Fr   | Sa   | So   |
| ---- | ---- | ---- | ---- | ---- | ---- | ---- | ---- |
| 9    |      |      |      |      | 1    | 2    | 3    |
| 10   | 4    | 5    | 6    | 7    | 8    | 9    | 10   |
| 11   | 11   | 12   | 13   | 14   | 15   | 16   | 17   |
| 12   | 18   | 19   | 20   | 21   | 22   | 23   | 24   |
| 13   | 25   | 26   | 27   | 28   | 29   | 30   | 31   |

| April | April | April | April | April | April | April | April |
| Kw    | Mo    | Di    | Mi    | Do    | Fr    | Sa    | So    |
| ----- | ----- | ----- | ----- | ----- | ----- | ----- | ----- |
| 14    | 1     | 2     | 3     | 4     | 5     | 6     | 7     |
| 15    | 8     | 9     | 10    | 11    | 12    | 13    | 14    |
| 16    | 15    | 16    | 17    | 18    | 19    | 20    | 21    |
| 17    | 22    | 23    | 24    | 25    | 26    | 27    | 28    |
| 18    | 29    | 30    |       |       |       |       |       |

| Mai | Mai | Mai | Mai | Mai | Mai | Mai | Mai |
| Kw  | Mo  | Di  | Mi  | Do  | Fr  | Sa  | So  |
| 18  |     |     | 1   | 2   | 3   | 4   | 5   |
| 19  | 6   | 7   | 8   | 9   | 10  | 11  | 12  |
| 20  | 13  | 14  | 15  | 16  | 17  | 18  | 19  |
| 21  | 20  | 21  | 22  | 23  | 24  | 25  | 26  |
| 22  | 27  | 28  | 29  | 30  | 31  |     |     |
| --- | --- | --- | --- | --- | --- | --- | --- |

| Juni | Juni | Juni | Juni | Juni | Juni | Juni | Juni |
| Kw   | Mo   | Di   | Mi   | Do   | Fr   | Sa   | So   |
| ---- | ---- | ---- | ---- | ---- | ---- | ---- | ---- |
| 22   |      |      |      |      |      | 1    | 2    |
| 23   | 3    | 4    | 5    | 6    | 7    | 8    | 9    |
| 24   | 10   | 11   | 12   | 13   | 14   | 15   | 16   |
| 25   | 17   | 18   | 19   | 20   | 21   | 22   | 23   |
| 26   | 24   | 25   | 26   | 27   | 28   | 29   | 30   |

| Juli | Juli | Juli | Juli | Juli | Juli | Juli | Juli |
| Kw   | Mo   | Di   | Mi   | Do   | Fr   | Sa   | So   |
| ---- | ---- | ---- | ---- | ---- | ---- | ---- | ---- |
| 27   | 1    | 2    | 3    | 4    | 5    | 6    | 7    |
| 28   | 8    | 9    | 10   | 11   | 12   | 13   | 14   |
| 29   | 15   | 16   | 17   | 18   | 19   | 20   | 21   |
| 30   | 22   | 23   | 24   | 25   | 26   | 27   | 28   |
| 31   | 29   | 30   | 31   |      |      |      |      |

| August | August | August | August | August | August | August | August |
| Kw     | Mo     | Di     | Mi     | Do     | Fr     | Sa     | So     |
| ------ | ------ | ------ | ------ | ------ | ------ | ------ | ------ |
| 31     |        |        |        | 1      | 2      | 3      | 4      |
| 32     | 5      | 6      | 7      | 8      | 9      | 10     | 11     |
| 33     | 12     | 13     | 14     | 15     | 16     | 17     | 18     |
| 34     | 19     | 20     | 21     | 22     | 23     | 24     | 25     |
| 35     | 26     | 27     | 28     | 29     | 30     | 31     |        |

| September | September | September | September | September | September | September | September |
| Kw        | Mo        | Di        | Mi        | Do        | Fr        | Sa        | So        |
| --------- | --------- | --------- | --------- | --------- | --------- | --------- | --------- |
| 35        |           |           |           |           |           |           | 1         |
| 36        | 2         | 3         | 4         | 5         | 6         | 7         | 8         |
| 37        | 9         | 10        | 11        | 12        | 13        | 14        | 15        |
| 38        | 16        | 17        | 18        | 19        | 20        | 21        | 22        |
| 39        | 23        | 24        | 25        | 26        | 27        | 28        | 29        |
| 40        | 30        |           |           |           |           |           |           |

| Oktober | Oktober | Oktober | Oktober | Oktober | Oktober | Oktober | Oktober |
| Kw      | Mo      | Di      | Mi      | Do      | Fr      | Sa      | So      |
| ------- | ------- | ------- | ------- | ------- | ------- | ------- | ------- |
| 40      |         | 1       | 2       | 3       | 4       | 5       | 6       |
| 41      | 7       | 8       | 9       | 10      | 11      | 12      | 13      |
| 42      | 14      | 15      | 16      | 17      | 18      | 19      | 20      |
| 43      | 21      | 22      | 23      | 24      | 25      | 26      | 27      |
| 44      | 28      | 29      | 30      | 31      |         |         |         |

| November | November | November | November | November | November | November | November |
| Kw       | Mo       | Di       | Mi       | Do       | Fr       | Sa       | So       |
| -------- | -------- | -------- | -------- | -------- | -------- | -------- | -------- |
| 44       |          |          |          |          | 1        | 2        | 3        |
| 45       | 4        | 5        | 6        | 7        | 8        | 9        | 10       |
| 46       | 11       | 12       | 13       | 14       | 15       | 16       | 17       |
| 47       | 18       | 19       | 20       | 21       | 22       | 23       | 24       |
| 48       | 25       | 26       | 27       | 28       | 29       | 30       |          |

| Dezember | Dezember | Dezember | Dezember | Dezember | Dezember | Dezember | Dezember |
| Kw       | Mo       | Di       | Mi       | Do       | Fr       | Sa       | So       |
| -------- | -------- | -------- | -------- | -------- | -------- | -------- | -------- |
| 48       |          |          |          |          |          |          | 1        |
| 49       | 2        | 3        | 4        | 5        | 6        | 7        | 8        |
| 50       | 9        | 10       | 11       | 12       | 13       | 14       | 15       |
| 51       | 16       | 17       | 18       | 19       | 20       | 21       | 22       |
| 52       | 23       | 24       | 25       | 26       | 27       | 28       | 29       |
| 1        | 30       | 31       |          |          |          |          |          |

| Januar | Januar | Januar | Januar | Januar | Januar | Januar | Januar |
| Kw     | Mo     | Di     | Mi     | Do     | Fr     | Sa     | So     |
| ------ | ------ | ------ | ------ | ------ | ------ | ------ | ------ |
| 1      |        | 1      | 2      | 3      | 4      | 5      | 6      |
| 2      | 7      | 8      | 9      | 10     | 11     | 12     | 13     |
| 3      | 14     | 15     | 16     | 17     | 18     | 19     | 20     |
| 4      | 21     | 22     | 23     | 24     | 25     | 26     | 27     |
| 5      | 28     | 29     | 30     | 31     |        |        |        |

| Februar | Februar | Februar | Februar | Februar | Februar | Februar | Februar |
| Kw      | Mo      | Di      | Mi      | Do      | Fr      | Sa      | So      |
| ------- | ------- | ------- | ------- | ------- | ------- | ------- | ------- |
| 5       |         |         |         |         | 1       | 2       | 3       |
| 6       | 4       | 5       | 6       | 7       | 8       | 9       | 10      |
| 7       | 11      | 12      | 13      | 14      | 15      | 16      | 17      |
| 8       | 18      | 19      | 20      | 21      | 22      | 23      | 24      |
| 9       | 25      | 26      | 27      | 28      |         |         |         |

| März | März | März | März | März | März | März | März |
| Kw   | Mo   | Di   | Mi   | Do   | Fr   | Sa   | So   |
| ---- | ---- | ---- | ---- | ---- | ---- | ---- | ---- |
| 9    |      |      |      |      | 1    | 2    | 3    |
| 10   | 4    | 5    | 6    | 7    | 8    | 9    | 10   |
| 11   | 11   | 12   | 13   | 14   | 15   | 16   | 17   |
| 12   | 18   | 19   | 20   | 21   | 22   | 23   | 24   |
| 13   | 25   | 26   | 27   | 28   | 29   | 30   | 31   |

| April | April | April | April | April | April | April | April |
| Kw    | Mo    | Di    | Mi    | Do    | Fr    | Sa    | So    |
| ----- | ----- | ----- | ----- | ----- | ----- | ----- | ----- |
| 14    | 1     | 2     | 3     | 4     | 5     | 6     | 7     |
| 15    | 8     | 9     | 10    | 11    | 12    | 13    | 14    |
| 16    | 15    | 16    | 17    | 18    | 19    | 20    | 21    |
| 17    | 22    | 23    | 24    | 25    | 26    | 27    | 28    |
| 18    | 29    | 30    |       |       |       |       |       |

| Mai | Mai | Mai | Mai | Mai | Mai | Mai | Mai |
| Kw  | Mo  | Di  | Mi  | Do  | Fr  | Sa  | So  |
| 18  |     |     | 1   | 2   | 3   | 4   | 5   |
| 19  | 6   | 7   | 8   | 9   | 10  | 11  | 12  |
| 20  | 13  | 14  | 15  | 16  | 17  | 18  | 19  |
| 21  | 20  | 21  | 22  | 23  | 24  | 25  | 26  |
| 22  | 27  | 28  | 29  | 30  | 31  |     |     |
| --- | --- | --- | --- | --- | --- | --- | --- |

| Juni | Juni | Juni | Juni | Juni | Juni | Juni | Juni |
| Kw   | Mo   | Di   | Mi   | Do   | Fr   | Sa   | So   |
| ---- | ---- | ---- | ---- | ---- | ---- | ---- | ---- |
| 22   |      |      |      |      |      | 1    | 2    |
| 23   | 3    | 4    | 5    | 6    | 7    | 8    | 9    |
| 24   | 10   | 11   | 12   | 13   | 14   | 15   | 16   |
| 25   | 17   | 18   | 19   | 20   | 21   | 22   | 23   |
| 26   | 24   | 25   | 26   | 27   | 28   | 29   | 30   |

| Juli | Juli | Juli | Juli | Juli | Juli | Juli | Juli |
| Kw   | Mo   | Di   | Mi   | Do   | Fr   | Sa   | So   |
| ---- | ---- | ---- | ---- | ---- | ---- | ---- | ---- |
| 27   | 1    | 2    | 3    | 4    | 5    | 6    | 7    |
| 28   | 8    | 9    | 10   | 11   | 12   | 13   | 14   |
| 29   | 15   | 16   | 17   | 18   | 19   | 20   | 21   |
| 30   | 22   | 23   | 24   | 25   | 26   | 27   | 28   |
| 31   | 29   | 30   | 31   |      |      |      |      |

| August | August | August | August | August | August | August | August |
| Kw     | Mo     | Di     | Mi     | Do     | Fr     | Sa     | So     |
| ------ | ------ | ------ | ------ | ------ | ------ | ------ | ------ |
| 31     |        |        |        | 1      | 2      | 3      | 4      |
| 32     | 5      | 6      | 7      | 8      | 9      | 10     | 11     |
| 33     | 12     | 13     | 14     | 15     | 16     | 17     | 18     |
| 34     | 19     | 20     | 21     | 22     | 23     | 24     | 25     |
| 35     | 26     | 27     | 28     | 29     | 30     | 31     |        |

| September | September | September | September | September | September | September | September |
| Kw        | Mo        | Di        | Mi        | Do        | Fr        | Sa        | So        |
| --------- | --------- | --------- | --------- | --------- | --------- | --------- | --------- |
| 35        |           |           |           |           |           |           | 1         |
| 36        | 2         | 3         | 4         | 5         | 6         | 7         | 8         |
| 37        | 9         | 10        | 11        | 12        | 13        | 14        | 15        |
| 38        | 16        | 17        | 18        | 19        | 20        | 21        | 22        |
| 39        | 23        | 24        | 25        | 26        | 27        | 28        | 29        |
| 40        | 30        |           |           |           |           |           |           |

| Oktober | Oktober | Oktober | Oktober | Oktober | Oktober | Oktober | Oktober |
| Kw      | Mo      | Di      | Mi      | Do      | Fr      | Sa      | So      |
| ------- | ------- | ------- | ------- | ------- | ------- | ------- | ------- |
| 40      |         | 1       | 2       | 3       | 4       | 5       | 6       |
| 41      | 7       | 8       | 9       | 10      | 11      | 12      | 13      |
| 42      | 14      | 15      | 16      | 17      | 18      | 19      | 20      |
| 43      | 21      | 22      | 23      | 24      | 25      | 26      | 27      |
| 44      | 28      | 29      | 30      | 31      |         |         |         |

| November | November | November | November | November | November | November | November |
| Kw       | Mo       | Di       | Mi       | Do       | Fr       | Sa       | So       |
| -------- | -------- | -------- | -------- | -------- | -------- | -------- | -------- |
| 44       |          |          |          |          | 1        | 2        | 3        |
| 45       | 4        | 5        | 6        | 7        | 8        | 9        | 10       |
| 46       | 11       | 12       | 13       | 14       | 15       | 16       | 17       |
| 47       | 18       | 19       | 20       | 21       | 22       | 23       | 24       |
| 48       | 25       | 26       | 27       | 28       | 29       | 30       |          |

| Dezember | Dezember | Dezember | Dezember | Dezember | Dezember | Dezember | Dezember |
| Kw       | Mo       | Di       | Mi       | Do       | Fr       | Sa       | So       |
| -------- | -------- | -------- | -------- | -------- | -------- | -------- | -------- |
| 48       |          |          |          |          |          |          | 1        |
| 49       | 2        | 3        | 4        | 5        | 6        | 7        | 8        |
| 50       | 9        | 10       | 11       | 12       | 13       | 14       | 15       |
| 51       | 16       | 17       | 18       | 19       | 20       | 21       | 22       |
| 52       | 23       | 24       | 25       | 26       | 27       | 28       | 29       |
| 1        | 30       | 31       |          |          |          |          |          |

## Ereignisse

### Politik und Weltgeschehen

#### Nord- und Osteuropa

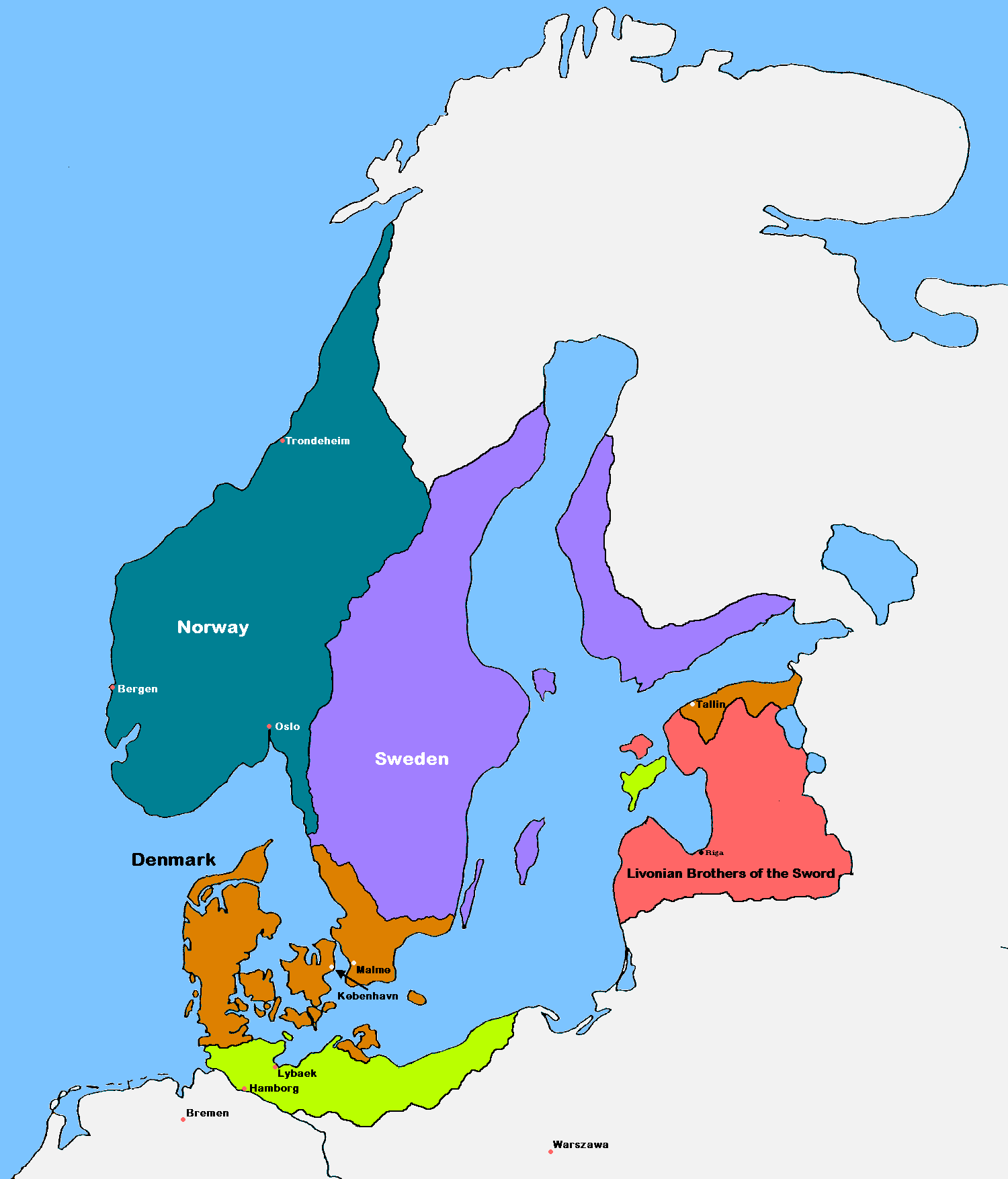
Der Ostseeraum 1219

- 15. Juni: Unter dem Vorwand, den Fünften Kreuzzug in Palästina zu unterstützen, siegt in der Schlacht von Lyndanisse ein königlich-dänisches Kreuzfahrerheer unter Waldemar II. über ein Aufgebot der heidnischen Esten und errichtet um die Festung Castrum Danorum die Stadt Tallinn. Der Legende nach fällt während der Schlacht der Danebrog vom Himmel und verheißt den Dänen den Sieg. Angeblich wird im Anschluss an die Schlacht auch der Danebrogorden gestiftet.

#### Frankreich
- Frühjahr: Der Albigenserkreuzzug unter seinem neuen Anführer, dem französischen Kronprinzen Ludwig, erleidet bei Baziège eine schwere Niederlage gegen die okzitanischen Truppen der Grafen Raimund VI. von Toulouse und Raimund Roger von Foix.

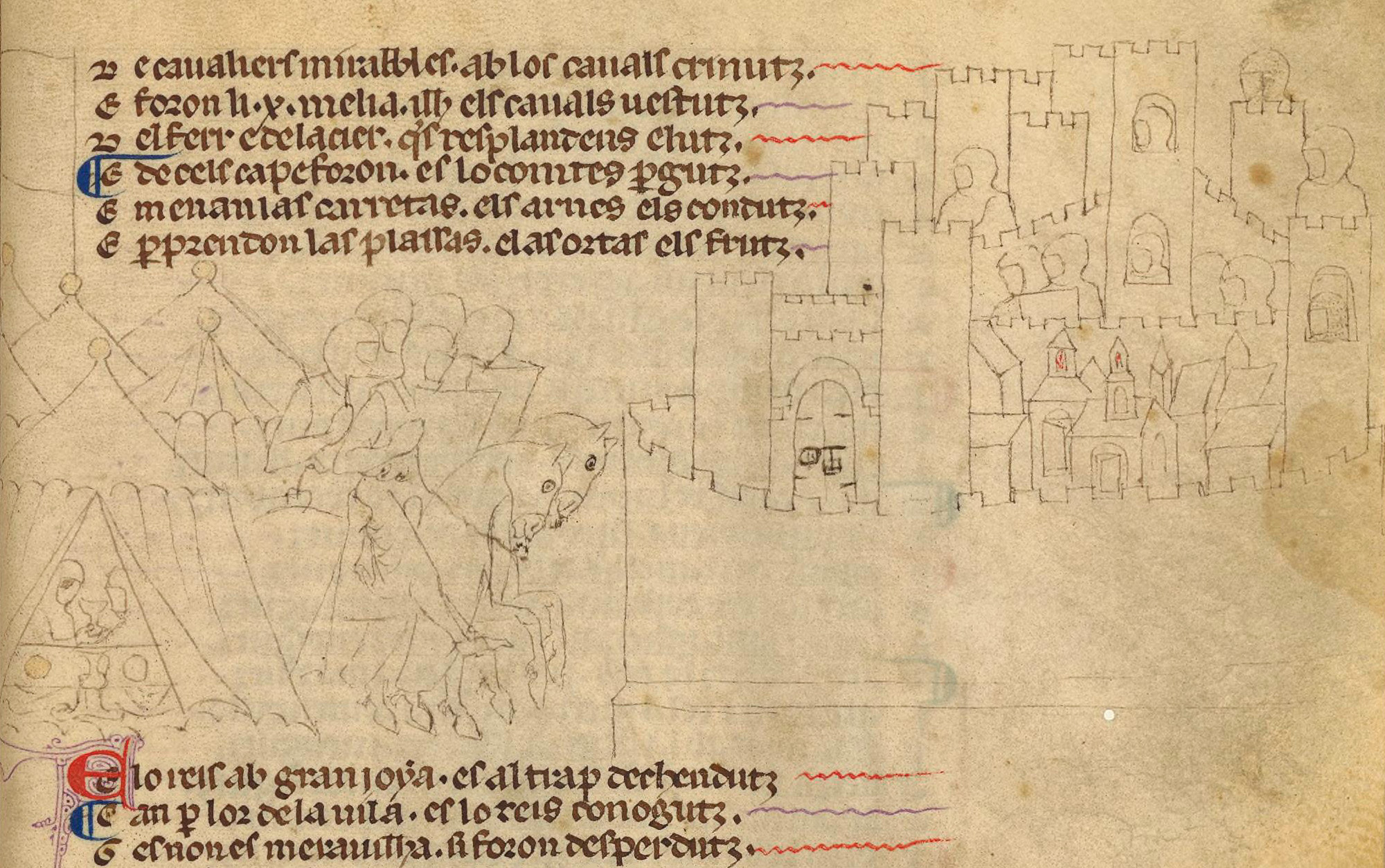
Manuskriptseite aus dem Gesang vom Albigenserkreuzzug mit der Einnahme von Marmande

- Die Kreuzfahrer verüben nach der Eroberung der Stadt Marmande ein Massaker an der Bevölkerung.
- 17. Juni: Die Kreuzzugstruppen erreichen Toulouse. Nach einer mehrwöchigen Belagerung bricht Ludwig am 1. August den Kreuzzug ab und tritt die Rückreise nach Nordfrankreich an. Raimund VI. und sein Sohn Raimund VII. greifen daraufhin die verbliebenen Kreuzfahrer an und machen sich an die Rückeroberung des Languedoc.

#### Iberische Halbinsel
- Juli: Nachdem Graf Sancho von Roussillon im Vorjahr die Regentschaft für die Krone Aragón zurückgelegt hat, bestimmt Papst Honorius III. einen neuen Regentschaftsrat für den minderjährigen König Jakob I. von Aragón. Diesem steht nun Vizegraf Wilhelm II. von Béarn als Prokurator vor. Um dieselbe Zeit verlässt der zehnjährige Jakob aus eigenem Willen die Burg von Monzón und schließt sich in Saragossa einer der konkurrierenden Adelsfraktionen  des Landes an, in deren Gefolge er erste Kampferfahrungen sammelt.

#### Fünfter Kreuzzug

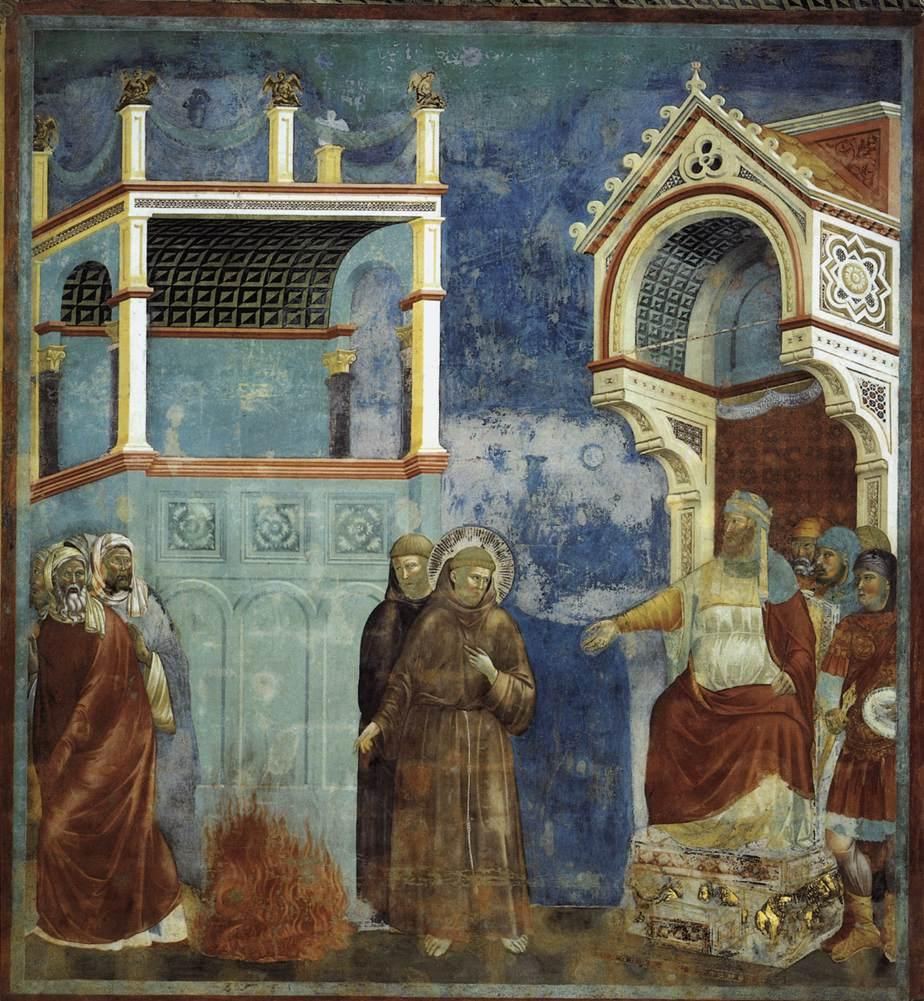
Giotto: Franz von Assisi predigt dem Sultan al-Kamil

- ab Februar: Sultan Al-Kamil Muhammad al-Malik legt den Kreuzfahrern, die die ägyptische Stadt Damiette belagern, mehrfach ein Friedensangebot vor, das unter anderem die Rückgabe Jerusalems und der umgebenden Gebiete sowie einen 30-jährigen Waffenstillstand beinhaltet. Doch der neue Anführer des Kreuzzuges von Damiette, Kardinal Pelagius von Albano, lehnt eine Verhandlung mit den Sarazenen aus prinzipiellen Gründen ab.
- 5. Mai: Herzog Leopold VI. von Österreich verlässt den Kreuzzug und tritt die Heimreise an.

Großmeisterwappen Pedros de Montaigu

- Pedro de Montaigu folgt dem am 26. August des Vorjahres vor Damiette vermutlich an Typhus verstorbenen Guillaume de Chartres als Großmeister des Templerordens.

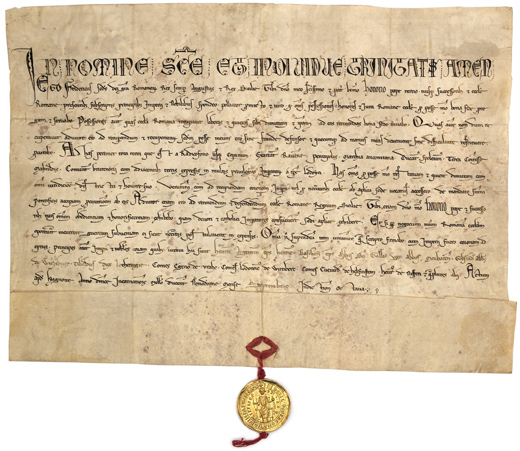
Friedrichs Versprechen in Hagenau

- September: König Friedrich II. wiederholt in Hagenau gegenüber Papst Honorius III. sein 1216 gemachtes Versprechen, einen Kreuzzug durchzuführen.
- 4./5. November: Nach 19-monatiger Belagerung erobert der Fünfte Kreuzzug die ägyptische Hafenstadt Damiette. Die meisten Einwohner der Stadt sind während der Belagerung an Hunger und Krankheiten gestorben, die Verbliebenen werden nun getötet oder versklavt.

#### Weitere Ereignisse im Nahen Osten
- 1. Mai: Die erst wenige Wochen alte Isabella folgt ihrem verstorbenen Vater Leo II. als Königin von Armenien. Ursprünglich hat Leon, der keine Söhne, sondern als männlichen Nachkommen nur einen Enkel von seiner ältesten Tochter Rita hatte, auf Anraten seiner Mutter Rita seinen Großneffen Ruben als Nachfolger vorgesehen, und lässt Prinz Georg, den unehelichen Sohn von König Mleh blenden, um die Nachfolge zu sichern. Kurz vor seinem Tod ernennt er aber seine kleine Tochter Zabel zu seiner Nachfolgerin. Die Regentschaft übernehmen der Seneschall Adam von Gastin und Patriarch Johannes, der aber noch im selben Jahr stirbt. Es ist geplant, Zabel mit Andreas, dem Sohn des Königs Andreas II. von Ungarn zu verheiraten, der dann auch die Herrschaft übernehmen soll. Auf die Nachricht vom Tode Leons hin erscheint dieser aber niemals.
- Die lateinische Regentin Jolante von Flandern sucht einen friedlichen Ausgleich mit dem verfeindeten griechischen Kaiser von Nicäa, Theodor I. Laskaris, und verheiratet ihre Tochter Maria von Courtenay an diesen. Als Jolante wenig später stirbt, fordert Theodor die Herrschaft über Konstantinopel ein, was ihm die lateinischen Barone allerdings verwehren. Daraufhin kommt es zu neuerlichen Kämpfen zwischen den beiden Kaiserreichen. Jolantes Sohn Philipp II., Graf von Namur, lehnt die ihm angebotene Kaiserkrone ab und empfiehlt seinen jüngeren Bruder Robert, der sich auf den Weg in den Osten macht.
- Bohemund IV., Graf von Tripolis, vertreibt seinen Neffen Raimund II. Ruben und wird neuerlich Fürst von Antiochia.

#### Mongolenreich
- Beginn des Krieges der Mongolen gegen das Choresmische Reich
- Dschingis Khan erobert Kirgisistan und Kasachstan.

#### Japan
- 13. Februar: Minamoto no Sanetomo, dritter Shōgun des Kamakura-Shōgunats in Japan, wird von seinem Neffen Minamoto no Yoshinari im Tsurugaoka Hachiman-gū ermordet. Hōjō Yoshitoki übernimmt die faktische Macht im Reich.

#### Stadtrechte und urkundliche Ersterwähnungen
- König Friedrich II. erklärt Nürnberg zur freien Reichsstadt und verleiht Annweiler am Trifels die Stadtrechte.
- Erste urkundliche Erwähnung von Aken, Bahnbrücken, Büches, Cama, Crossen, Gernsbach, Grono, Hinterrhein, Limbach, Lostallo, Neuburgweier, Reute, Roveredo, Safien, Santa Maria in Calanca und Weiningen
- Schloss Büdingen wird erstmals als Wasserburg der Staufer erwähnt.

### Religion
- 3. März: Erzbischof Siegfried II. von Mainz bestätigt die Gründung des Klosters Eppenberg als Tochterkloster des Klosters Ahnaberg und nimmt es unter seinen Schutz.

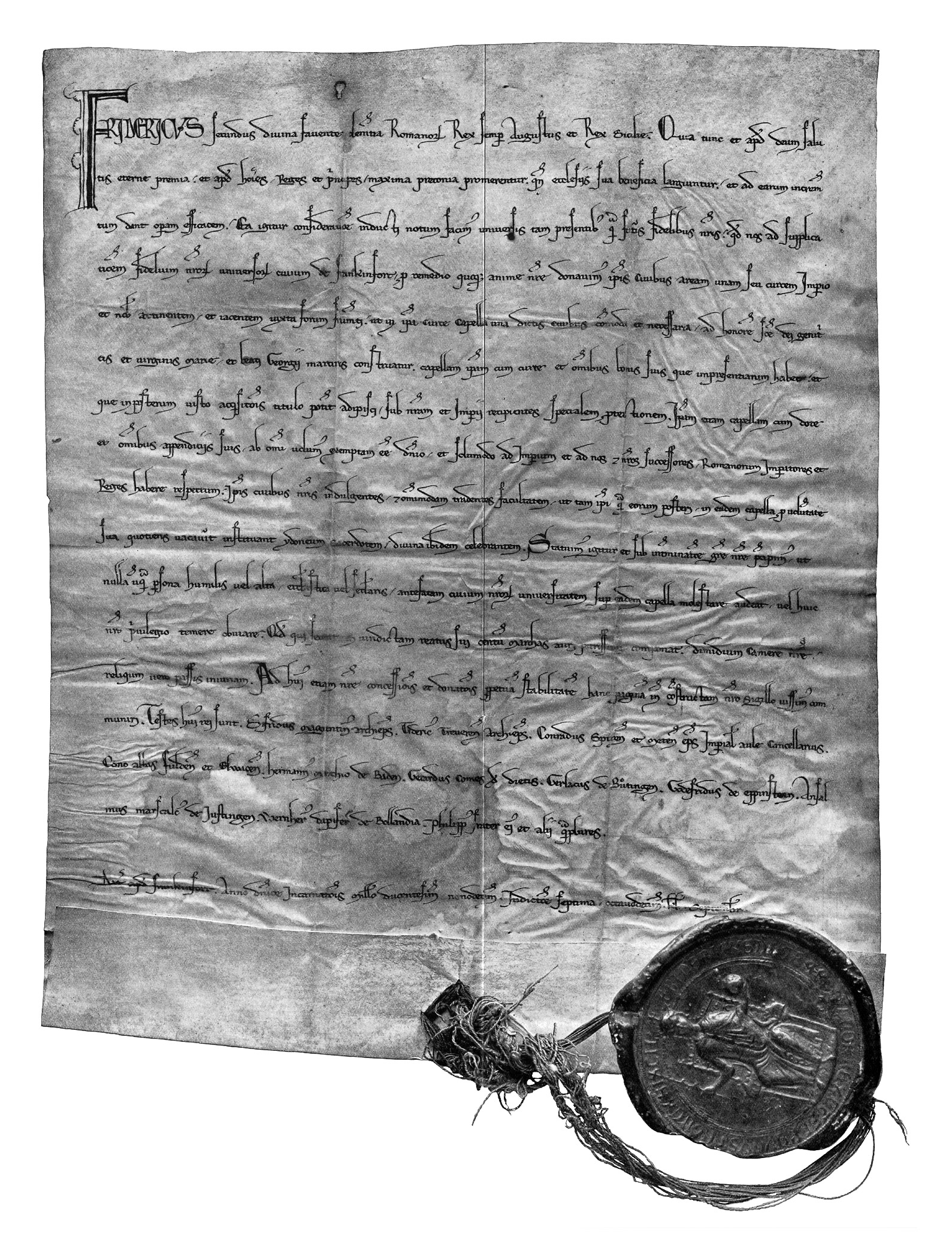
Die Urkunde König Friedrichs II. vom 15. August 1219

- Die romanische Leonhardskirche in Frankfurt am Main wird errichtet, nachdem König Friedrich II. der Stadt am 15. August ein dafür vorgesehenes Grundstück geschenkt hat.

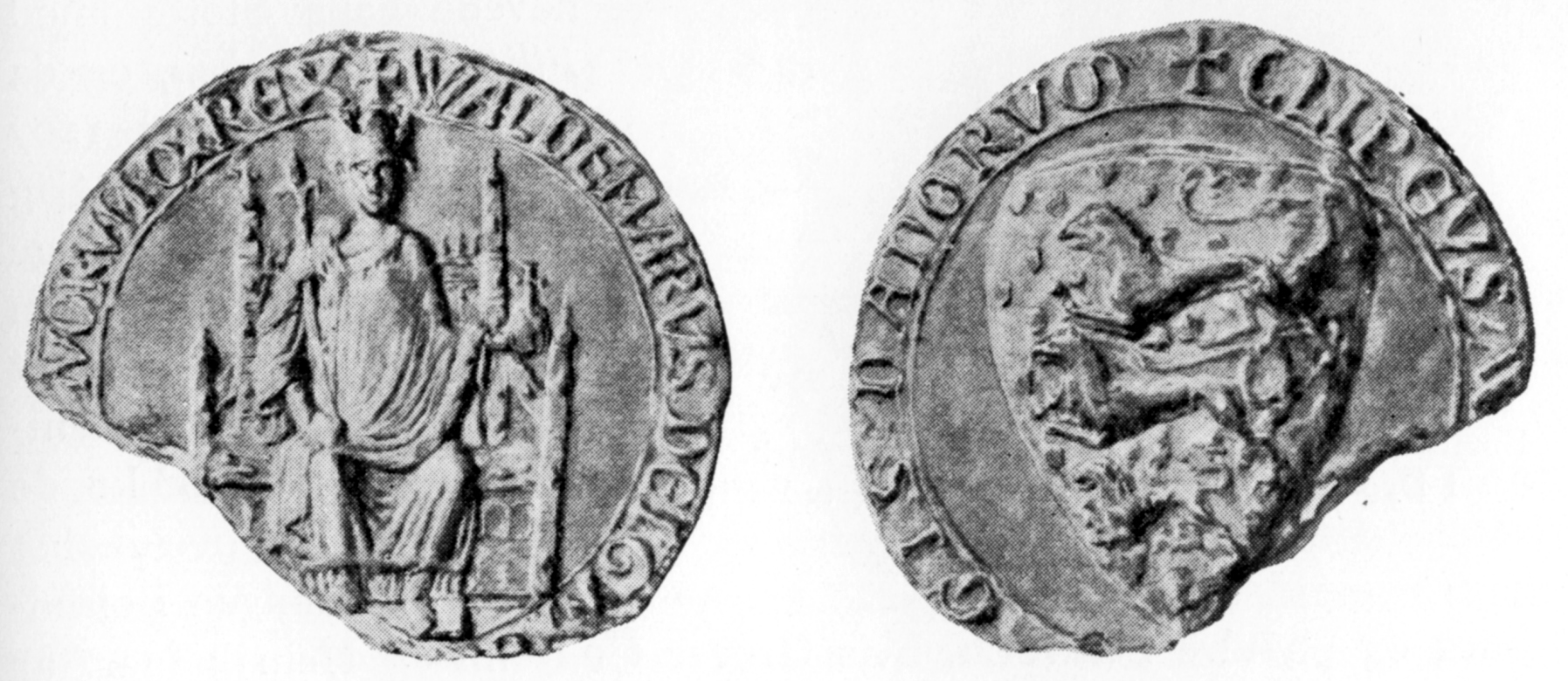
Siegel Waldemars II.

- Der dänische König Waldemar II. gründet das Bistum Reval. Wesselin wird erster Bischof des neu gegründeten Bistums.
- Während des Kreuzzugs von Damiette predigt Franz von Assisi im Lager des Sultans Malik al-Kamil.
- Das schottische Kloster Deer und die englische Hulton Abbey werden gestiftet.
- Sava wird zum orthodoxen Erzbischof von Serbien ernannt.
- um 1219: Die Franziskaner errichten einen Konvent in Paris

### Katastrophen
- 16. Januar: Eine schwere Sturmflut trifft die Nordseeküste: Bei der Ersten Marcellusflut kommen rund 36.000 bis 50.000 Menschen ums Leben. Besonders schwer ist Westfriesland betroffen. Hier durchbricht die Nordsee einen natürlich entstandenen Sanddeich, wodurch die Meeresbucht Zuiderzee entsteht, das heute künstlich von der Nordsee getrennte IJsselmeer. Sie ist die erste große Sturmflut an der Nordsee, von der ein Augenzeugenbericht existiert: Der Prämonstratenser-Chorherr Emo von Wittewierum erklärt das Naturereignis als „Sintflut“ als Strafe für unsere Verbrechen.
- Am 14. September bricht die natürliche Barriere am Lac de Saint-Laurent in Frankreich, und der aufgestaute See entleert sich. Eine Flutwelle stürzt das Tal der Romanche hinunter bis zur Mündung in den Drac und weiter bis zur Isère. Grenoble bleibt von der ersten Welle weitgehend verschont, aber in der Isère entsteht ein Rückstau, wodurch den fliehenden Menschen der Fluchtweg abgeschnitten wird. Durch die Fluten kommt die Hälfte der Bevölkerung in Grenoble um.

## Geboren
- 5. April: Wonjong, 24. König des koreanischen Goryeo-Reiches († 1274)
- September: Balduin von Avesnes, französischer Adliger und Chronist († 1295)
- Isabella von Armenien, Königin von Kleinarmenien († 1252)
- Yolanda von Ungarn, Königin von Aragón († 1251)
- um 1219: Christoph I., König von Dänemark († 1259)

## Gestorben

### Erstes Halbjahr
- 12. Februar: Robert von Courson, englischer Kardinal, päpstlicher Legat und Kanzler der Universität Paris (* um 1165)
- 13. Februar: Minamoto no Sanetomo, japanischer Shōgun des Kamakura-Shōgunats und Dichter (* 1192)
- 17. März: Rudolf I., Pfalzgraf von Tübingen (* um 1160)
- 16. April: Hugh de Mapenore, Bischof von Hereford
- 1. Mai: Leo II., König von Armenien
- 1. Mai: Rudolf I., Herr von Issoudun und Graf von Eu

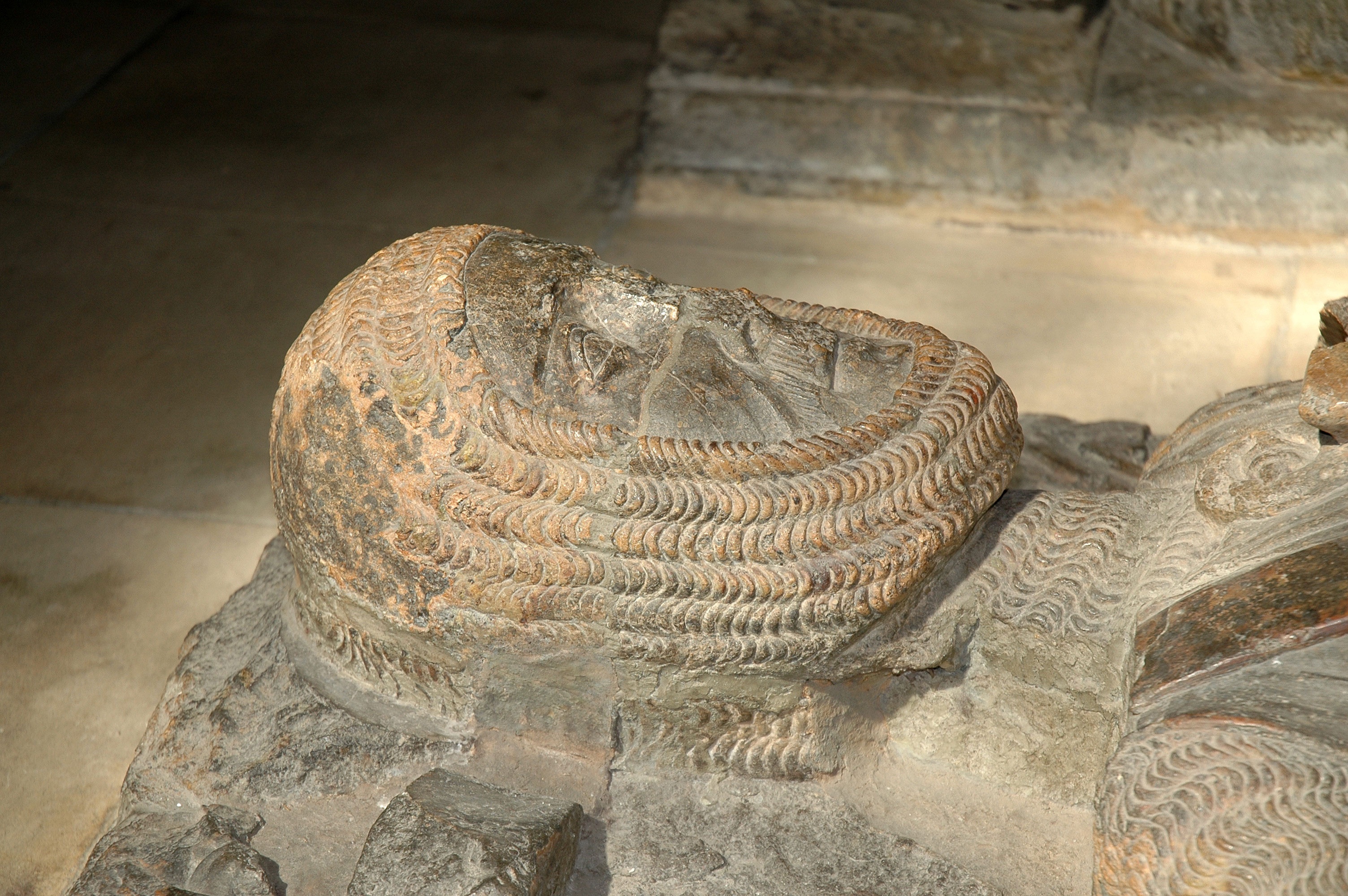
Die Liegefigur von William Marshal in der Temple Church

- 14. Mai: William Marshal, englischer Ritter normannischer Abstammung, Regent und Lord Marshal von England (* 1144)
- 24. Mai: Meingoth, Abt des Zisterzienserklosters in Ebrach
- 15. Juni: Theoderich, Bischof von Estland und Gründer des Schwertbrüderordens
- um den 15. Juni: Georg, Graf zu Wied und Kreuzfahrer
- 17. Juni: David von Schottland, Earl of Huntingdon, schottischer Hochadliger (* um 1144)

### Zweites Halbjahr
- 27. Juli: Jean de Béthune, Bischof von Cambrai
- 13. August: Gerhard I., Bischof von Osnabrück und Erzbischof von Hamburg-Bremen
- August: Milon IV., Graf von Bar-sur-Seine, Vizegraf von Chartres und Herr von Le Puiset (* um 1170)
- nach dem 1. September: Berthold II., Bischof von Naumburg
- vor dem 22. September: John de Courcy, anglonormannischer Adliger, Justiciar of Ireland (* um 1160)
- Oktober: Walter III. von Châtillon, Herr von Châtillon, Troissy, Crécy, Montjay, Broigny und Pierrefonds, sowie Graf von Saint-Pol
- 3. November: Saer de Quincy, 1. Earl of Winchester, anglo-normannischer Adeliger
- 5. November: Hugo IX., Herr von Lusignan, Graf von La Marche und Kreuzritter (* 1163 oder 1168)
- vermutlich 2. Dezember: Richalm von Schöntal, Abt im Kloster Schöntal

### Genaues Todesdatum unbekannt
- Gauthier II. de Villebéon, Großkammerherr von Frankreich
- Henry de Grey, englischer Adeliger
- Inaltschuk, Gouverneur von Otrar
- Jolante von Flandern, Regentin des Lateinischen Kaiserreichs von Konstantinopel und Markgräfin von Namur
- Kasimir II., Herzog von Pommern-Demmin (* um 1180)
- Raimund III., Vizegraf von Turenne
- Rudolf von Saint-Omer, Seneschall von Jerusalem und Titularfürst von Galiläa (* 1138)
- Sigwin, Bischof von Cammin

### Gestorben um 1219
- 1217/1219: Peter von Courtenay, Lateinischer Kaiser von Konstantinopel (* um 1155)
- 1218 oder 1219: Oliver FitzRoy, englischer Adeliger, unehelicher Sohn von Johann Ohneland